# Комолаць
42°40′ пн. ш. 18°08′ сх. д. / 42.66° пн. ш. 18.13° сх. д.
Комолаць (хорв. Komolac) — населений пункт у Хорватії, у Дубровницько-Неретванській жупанії у складі міста Дубровник.

## Населення
Населення за даними перепису 2011 року становило 320 осіб.
Динаміка чисельності населення поселення: